# Hala Kopy Sołtysie

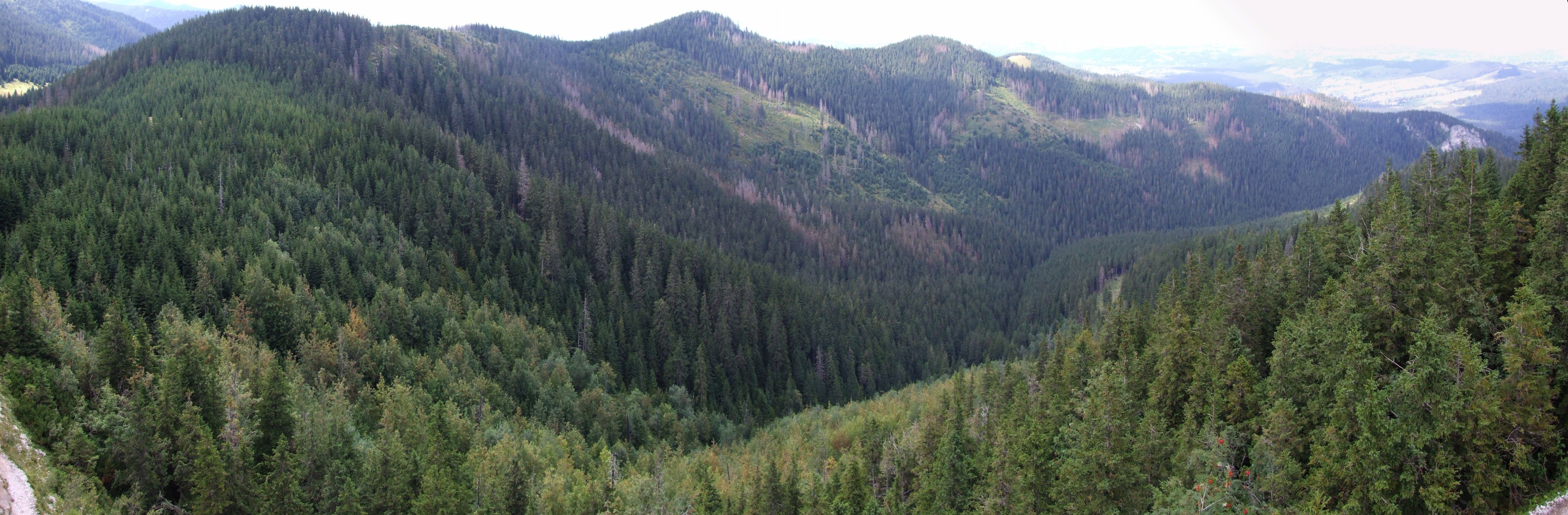
Widok z Gęsiej Szyi na teren dawnej hali Kopy Sołtysie

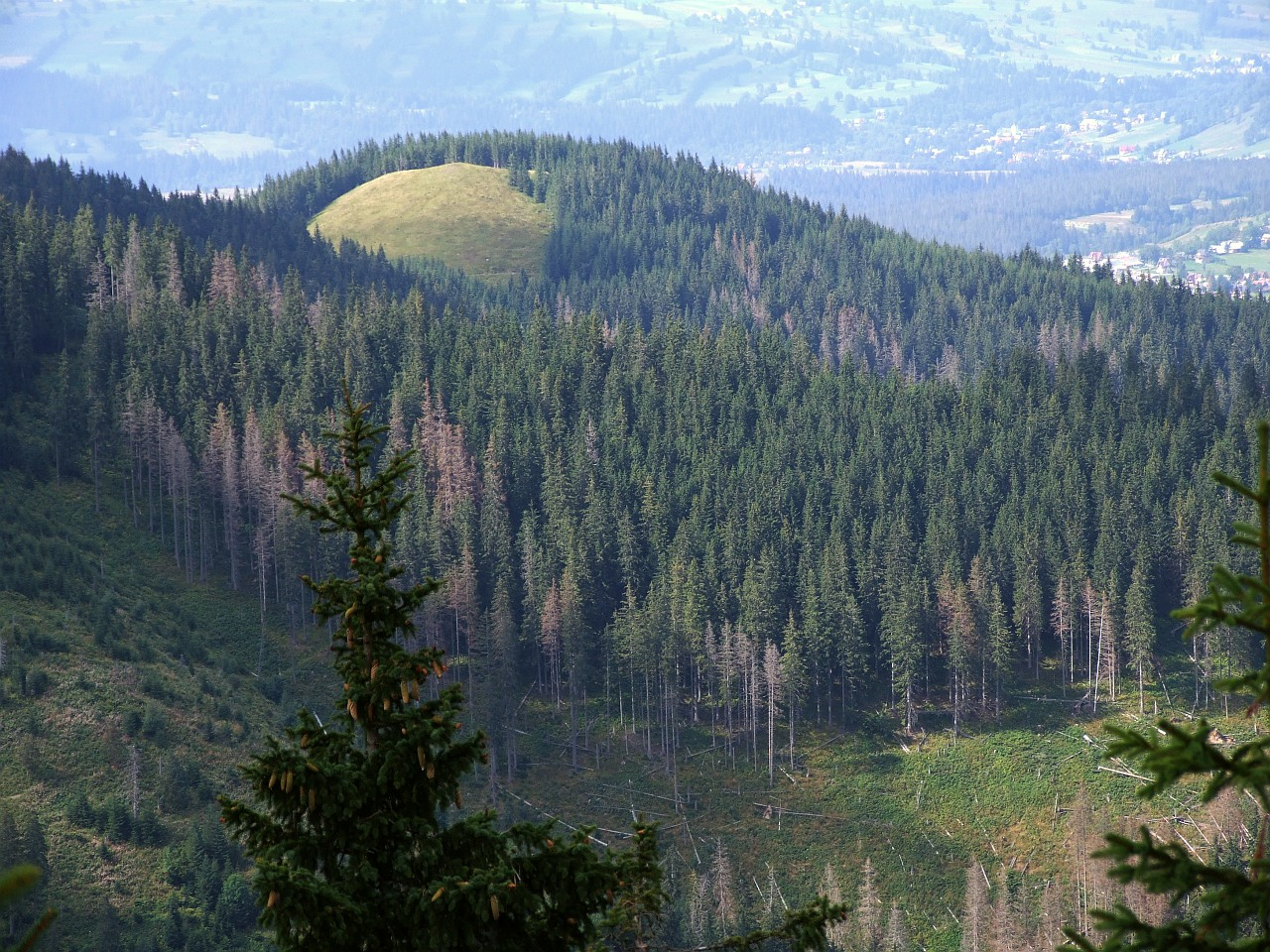
Pastwisko na Przedniej Kopie Sołtysiej

Hala Kopy Sołtysie, Kopy lub Kopy Sołtysie – dawna hala pasterska w polskich Tatrach Wysokich. Obejmowała szczyty i stoki trzech Kop Sołtysich (Zadniej, Średniej i Przedniej), od potoku w dolince Skalnite po Łężny Potok w Jaworzyńskim Żlebie. Przez ludność hala nazywana była Kopami lub halą Kopy, w literaturze natomiast i na mapach funkcjonowała nazwa hala Kopy Sołtysie lub Kopy Sołtysie. Przydomek sołtysie dodano w tym celu, by odróżnić tę halę od innych, w Tatrach bowiem jest wiele innych Kop. Górale zwracali uwagę, że nazwa sołtysie jest niewłaściwa – w Tatrach jest bowiem wiele hal, których właścicielami dawniej byli sołtysi, i sami nie używali nazwy Kopy Sołtysie.
Hala miała łączną powierzchnię 19,53 ha, w tym pastwiska stanowiły 4,52 ha, lasy 11,98 ha i nieużytki 3,03 ha. Dodatkowa powierzchnia jej użytkowania (serwitut w lasach państwowych) to 261,58 ha. W 1960 r. wypasano na hali 323 owce. Wybudowane po II wojnie światowej szałasy tej hali, a właściwie szopy (wykonane bowiem były z desek), stały na trawiastym siodle Przedniej Przełęczy Sołtysiej na wysokości 1303 m. Do hali tej należały także dwie rówienki na północno-wschodnim ramieniu Przedniej Kopy: Sołtysia Płaśnia (w nazewnictwie ludowym Płaśnia) i Sołtysie Szałasiska (w nazewnictwie ludowym Szałasiska). Stałe przeganianie owiec na wypas w wyższych partiach Kop Sołtysich spowodowało zupełne zniszczenie grzbietowych partii i stoków tych gór. Zdarcie ostrymi raciczkami owiec darni spowodowało, że ziemia została podczas ulewnych deszczów zmyta, a w gliniastych stokach gór powstały głębokie rowy i wyrwy, tak, że odsłonięte zostało łupkowo-kamienne podłoże. Hala przedstawiała niewielką wartość użytkową, a wypas odbywał się głównie w serwitutowych lasach. Stanowił on także zagrożenie dla bogatej przyrodniczo okolicznej flory i fauny. W bezpośrednim sąsiedztwie pastwisk rosną stare okazy rzadkich już w Tatrach jaworów i jodeł, w lasach żyją jelenie i głuszce, a dla niedźwiedzi jest to szlak przejściowy.
Po utworzeniu Tatrzańskiego Parku Narodowego wypas na tej hali został całkowicie zniesiony i nazwa hali stała się już historyczna.